# Pereslawl-Salesski
Pereslawl-Salesski (russisch Переславль-Залесский, DIN-Transliteration Pereslavl'-Zalesskij) ist eine russische Stadt mit 41.925 Einwohnern (Stand 14. Oktober 2010) in der Oblast Jaroslawl. Als eine der ältesten und am besten erhaltenen Städte Zentralrusslands ist sie Bestandteil des sogenannten Goldenen Ringes der historischen Städte nordöstlich von Moskau.

## Geographie
Pereslawl-Salesski liegt am südöstlichen Ufer des Pleschtschejewo-Sees, rund 140 km nordöstlich von Moskau und 124 km südwestlich der Gebietshauptstadt Jaroslawl. Die nächstgelegenen Städte sind Alexandrow (37 km südlich von Pereslawl entfernt), Strunino (42 km südwestlich) und Karabanowo (47 km südlich). Rund 20 km südlich der Stadt verläuft die Grenze der Oblast Jaroslawl zur Oblast Wladimir. Innerhalb von Pereslawl-Salesski mündet das Flüsschen Trubesch in den Pleschtschejewo-See.

## Geschichte

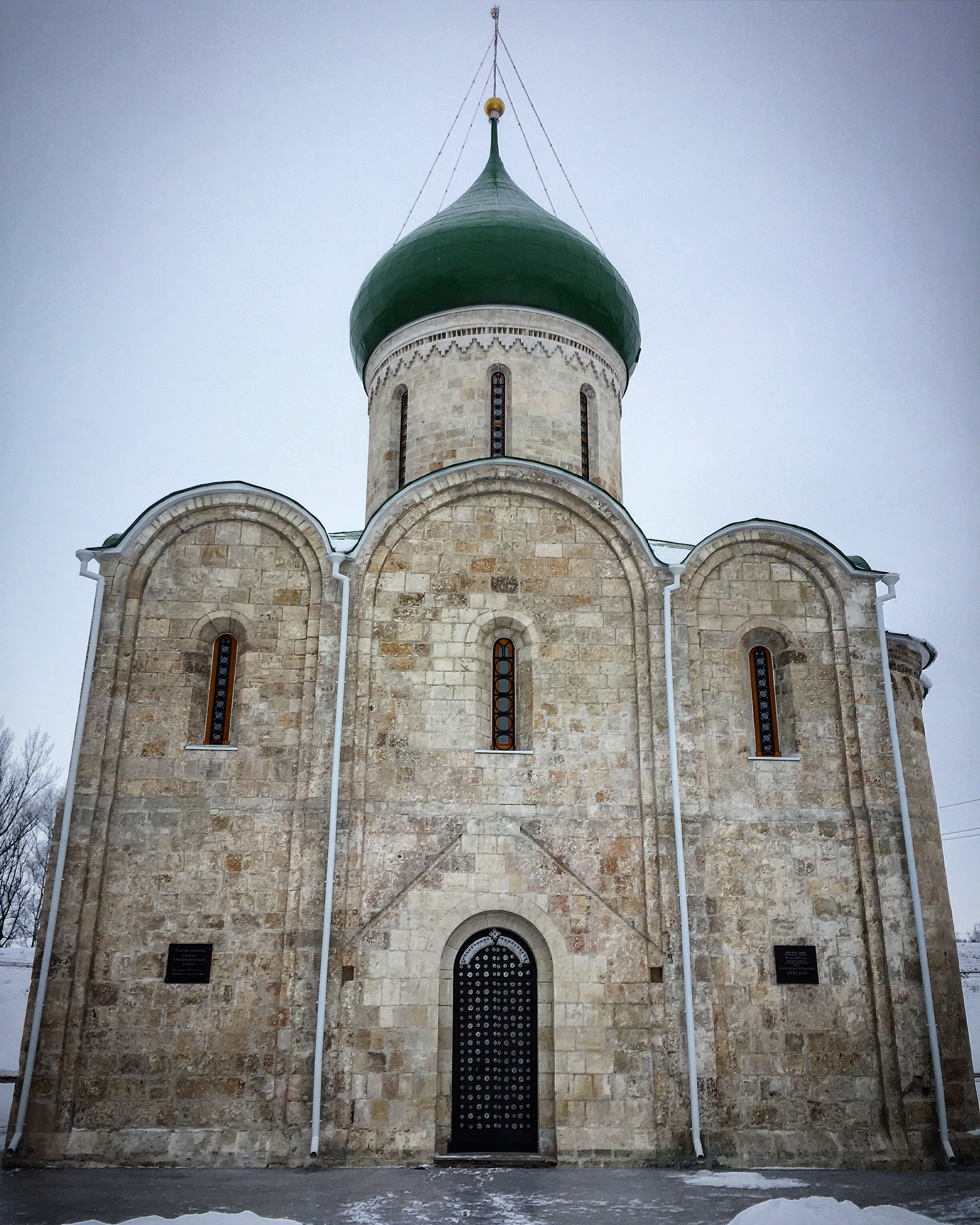
Verklärungskathedrale

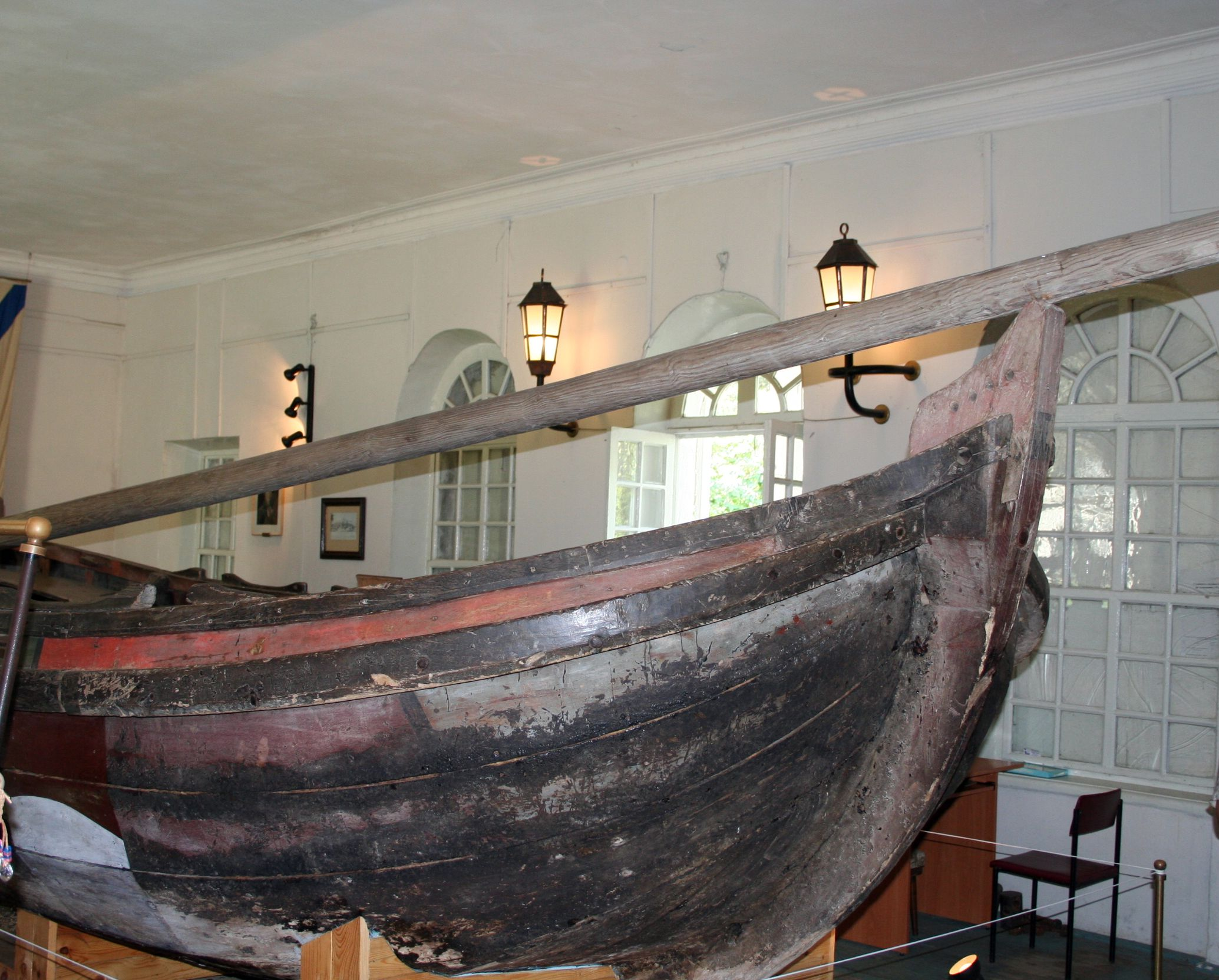
Das Botik „Fortuna“ Peter des Großen

Die Geschichte der Stadt geht auf das Jahr 1152 zurück, als hier vom Großfürsten Juri Dolgoruki, der fünf Jahre zuvor auch Moskau gegründet hatte, eine Festung angelegt wurde. Der Ortsname Pereslawl wurde in Anlehnung an die noch 907 gegründete Stadt Perejaslaw im Süden der Rus gewählt, wobei der Zusatz Salesski von der historischen Bezeichnung Salessje („Land hinter den Wäldern“) hergeleitet ist, wie der gesamte nordöstliche Teil der Kiewer Rus damals genannt wurde. Sogar der in den Pleschtschejewo-See mündende Fluss Trubesch erhielt seinen Namen nach dem gleichnamigen Fluss, der durch das ältere und heute zur Ukraine gehörende Perejaslaw fließt.
Gemäß der damaligen Tradition erhielt die neu gegründete Festungsstadt einen Kreml, also eine mittelalterliche russische Festungsanlage mit Mauer und Wehrtürmen. Der Erdwall und die Verklärungskathedrale aus den 1150er-Jahren stellen heute nur noch die einzigen Überreste der einstigen Festungsanlage dar. Die Kathedrale zählt zu den ältesten russisch-orthodoxen Sakralbauten und ist auch dadurch bekannt, dass dort seinerzeit der berühmteste Sohn der Stadt, Fürst Alexander Newski, getauft wurde. Pereslawl-Salesski gehörte zum Großfürstentum Wladimir, war von 1176 bis 1302 jedoch auch Residenzstadt eigener Partikularfürsten. Unter Jaroslaw II. Wsewolodowitsch (1212–1238), Vater des 1220 in Pereslawl-Salesski geborenen Alexander Newski, umfasste das Herrschaftsgebiet von Pereslawl-Salesski auch Dmitrow und Twer und zählte damit damals zu den bedeutendsten Fürstentümern.
Nach dem Aussterben des Herrscherhauses 1302 stritten sich die Fürsten von Moskau und Twer um das Fürstentum, wobei das Großfürstentum Moskau den Wettstreit nach einer Schlacht bei Pereslawl-Salesski für sich entschied. In der Stadt herrschten fortan Statthalter des Moskauer Großfürsten. Sie wurde zu einem wichtigen Handelsorte auf dem Weg von Moskau zum Weißen Meer. Im 14. und 15. Jahrhundert war die Stadt mehrmals Angriffsziel von Tataren. Im 15. und 16. Jh. gehörte Pereslawl-Salesski zum erblichen Herrschaftsgebiet (Wottschina) der Moskauer Großfürsten und erhielt zu dieser Zeit auch eine neue Befestigung. 1608, in den Zeiten der sogenannten Smuta, war sie von polnisch-litauischen Interventen besetzt. Bei diesen Angriffen wurde Pereslawl jedes Mal verwüstet und musste anschließend wiederaufgebaut werden. Dabei entstanden auch mehrere bis heute erhaltene Kirchengebäude, von denen jedes jeweils eine andere Zeitepoche repräsentiert. Besonders stark entwickelte sich die Stadt Mitte des 16. Jahrhunderts, als Zar Iwan der Schreckliche reichlich für die Stadt spendete.
1688 bis 1693 richtete hier Zar Peter der Große eine Schulflotte am nahe gelegenen Pleschtschejewo-See ein und ließ eine Reihe kleinerer Kriegsschiffe bauen, was als Gründungsereignis der russischen Marine gilt.
1708 wurde die Stadt dem Gouvernement Moskau zugeschlagen, 1778 wurde sie zur Kreisstadt des Gouvernements Wladimir. Im 18. Jahrhundert, als die Bedeutung der Stadt als Festung nicht mehr vorhanden war, begann sich hier mit der Entstehung erster Textilmanufakturen die Industrie zu entwickeln. Aus dieser Zeit stammt eine Reihe weiterer bis heute erhaltener historischer Bauten in der Pereslawler Altstadt. Insgesamt spielte Pereslawl, auch durch seine vergleichsweise abgeschiedene Lage – die Verbindungsstraße von Moskau nach Jaroslawl verlief etwas weiter außerhalb der Stadt – eine eher geringe Rolle für die Industrie, was sich auch in den Zeiten der Sowjetunion wenig änderte.

### Bevölkerungsentwicklung
| Jahr | Einwohner |
| ---- | --------- |
| 1897 | 10.639    |
| 1926 | 13.386    |
| 1939 | 19.874    |
| 1959 | 23.137    |
| 1970 | 30.062    |
| 1979 | 37.505    |
| 1989 | 42.331    |
| 2002 | 43.379    |
| 2010 | 41.925    |

Anmerkung: Volkszählungsdaten

## Sehenswürdigkeiten

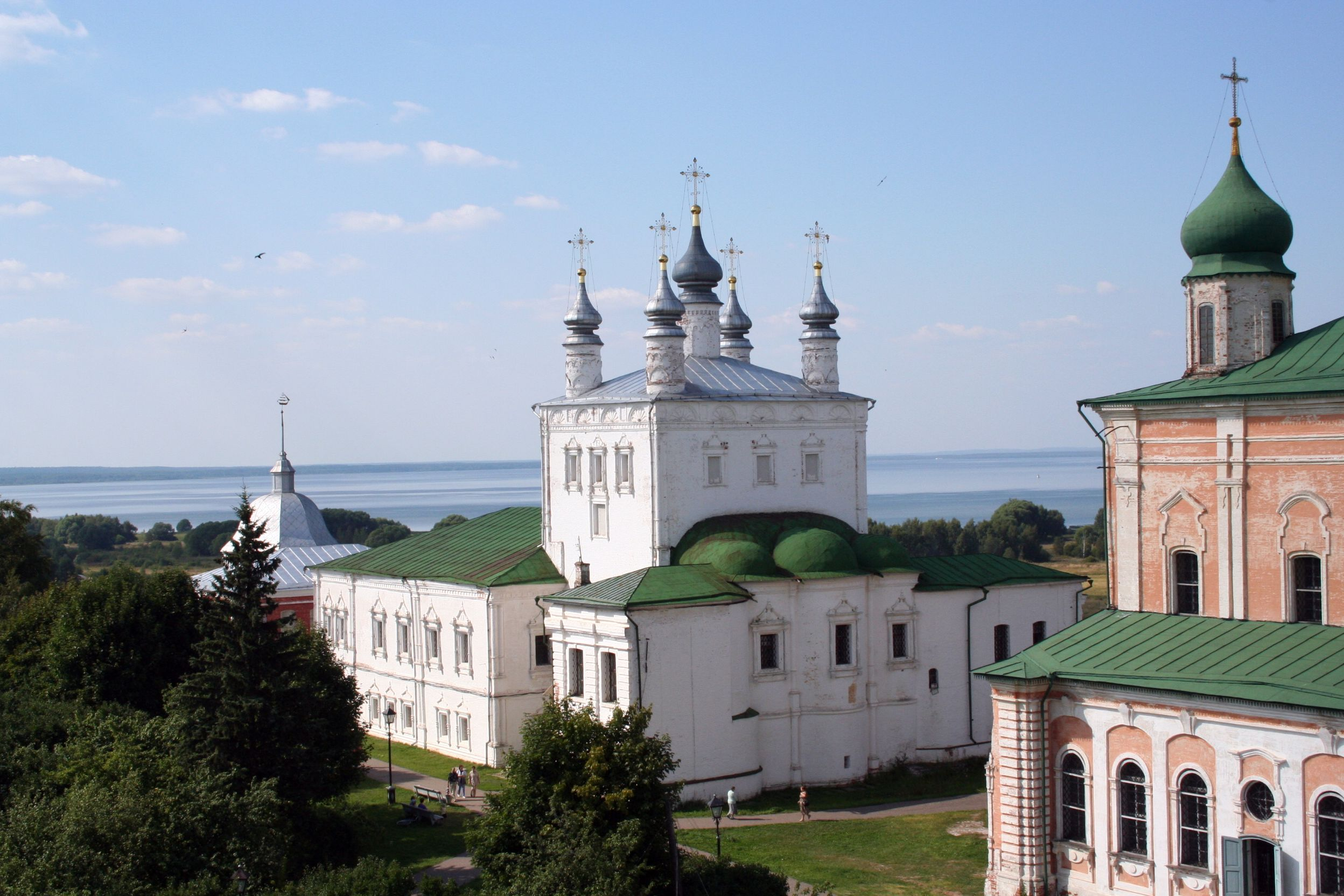
Das Gorizki-Kloster in Pereslawl-Salesski

Heute ist Pereslawl-Salesski eine vorwiegend vom Tourismus geprägte Stadt, die auch einen Teil des Goldenen Ringes bildet. Hauptsehenswürdigkeit der Stadt sind die Reste des ehemaligen Kreml, darunter die Verklärungskathedrale, für die im Jahre 1152, zeitgleich mit der Stadtgründung, der Grundstein gelegt wurde. Zudem gibt es in der Stadt fünf russisch-orthodoxe Klöster: das Gorizki-Kloster (gegründet etwa Anfang des 14. Jahrhunderts, aufgelöst 1788), das Nikita-Kloster (gegründet vor 1186, heute wieder als Männerkloster betrieben), das Nikolaus-Kloster (gegründet 1350, seit 1993 wieder als Frauenkloster betrieben), das Daniel-Dreifaltigkeitskloster (gegründet 1508, heute wieder als Männerkloster betrieben) und das Fjodor-Kloster (gegründet im 15. Jahrhundert). Weitere bekannte Sakralbauten in Pereslawl-Salesski sind u. a. die Kirche des Metropoliten Peter (1585), die Smolensker Corneliuskirche und die Alexander-Newski-Kirche.
Nahe der Stadt befindet sich das 1803 gegründete Museum Botik Peter des I., wo unter anderem das Schiff „Fortuna“ ausgestellt ist, das noch aus der Zeit Peters des Großen stammt und als einziges den Großbrand von 1783 überstanden hat. Zu den neueren sehenswerten Museen gehört das 1991 gegründete Schmalspurbahnmuseum Pereslawl, das bis 2001 die 41 km lange Museums-Schmalspurbahn Pereslawl betrieben hat. Eine Sehenswürdigkeit stellt auch die gesamte Altstadt von Pereslawl mit historischen Kaufmannshäusern, Industriebauten und auch typisch russischen Holzhäusern.

## Wirtschaft und Infrastruktur

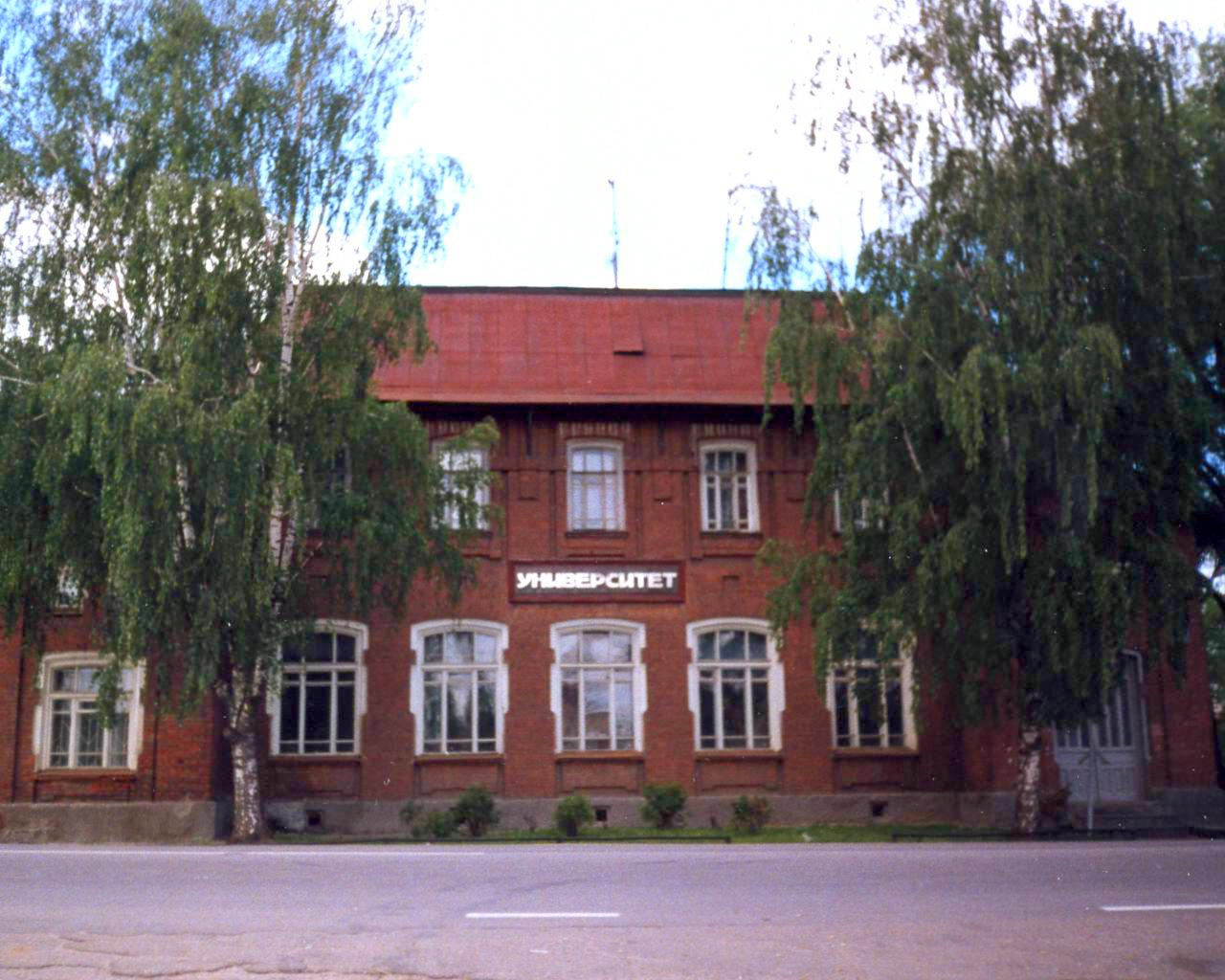
Universitätscampus in Pereslawl

Während der Fremdenverkehr das wirtschaftliche Leben der Stadt prägt, spielt die Industrie nur eine relativ geringe Rolle – zu nennen sind eine Fabrik für Fotografiezubehör sowie mehrere Textil- und Nahrungsmittelbetriebe. Seit 1993 hat Pereslawl auch eine eigene Universität.
Pereslawl befindet sich nahe dem Abschnitt der Fernstraße M8, einem Teil der Europastraße 115, zwischen Sergijew Possad und Rostow; eine von ihr nahe der Stadt abzweigende Nebenstraße führt über Jurjew-Polski nach Wladimir. Bis 2004 war entlang des Seeufers die Schmalspurbahn Pereslawl in Betrieb, die inzwischen zurückgebaut wurde und heute nur noch auf einem kleinen Abschnitt vom Schmalspurbahnmuseum Pereslawl genutzt wird. Eine von Berendejewo (bei Alexandrow) nach Pereslawl führende Breitspur-Stichstrecke der Transsibirischen Eisenbahn wird heute nur für den Güterverkehr genutzt.

## Söhne und Töchter der Stadt
- Fürst Alexander Newski († 1263), Nationalheld und Heiliger
- Iwan Kusmitsch Korobow (um 1700–1747), Architekt
- Dmitry Mirimanoff (1861–1945), Schweizer Mathematiker
- Dmitri Nikolajewitsch Kardowski (1866–1943), Maler
- Iwan Rufanow (1884–1964), Chirurg
- Leonid Kurtschewski (1890–1937), Waffeningenieur
- Andrei Rudakow (* 1961), Fußballspieler und -trainer[2][3]
- Alexander Petrow (* 1989), Schauspieler

## Städtepartnerschaften
- Neckarbischofsheim, Deutschland
- Landkreis Waldeck-Frankenberg, Deutschland (Partnerschaft mit dem Rayon Pereslawl seit 1990)

## Galerie

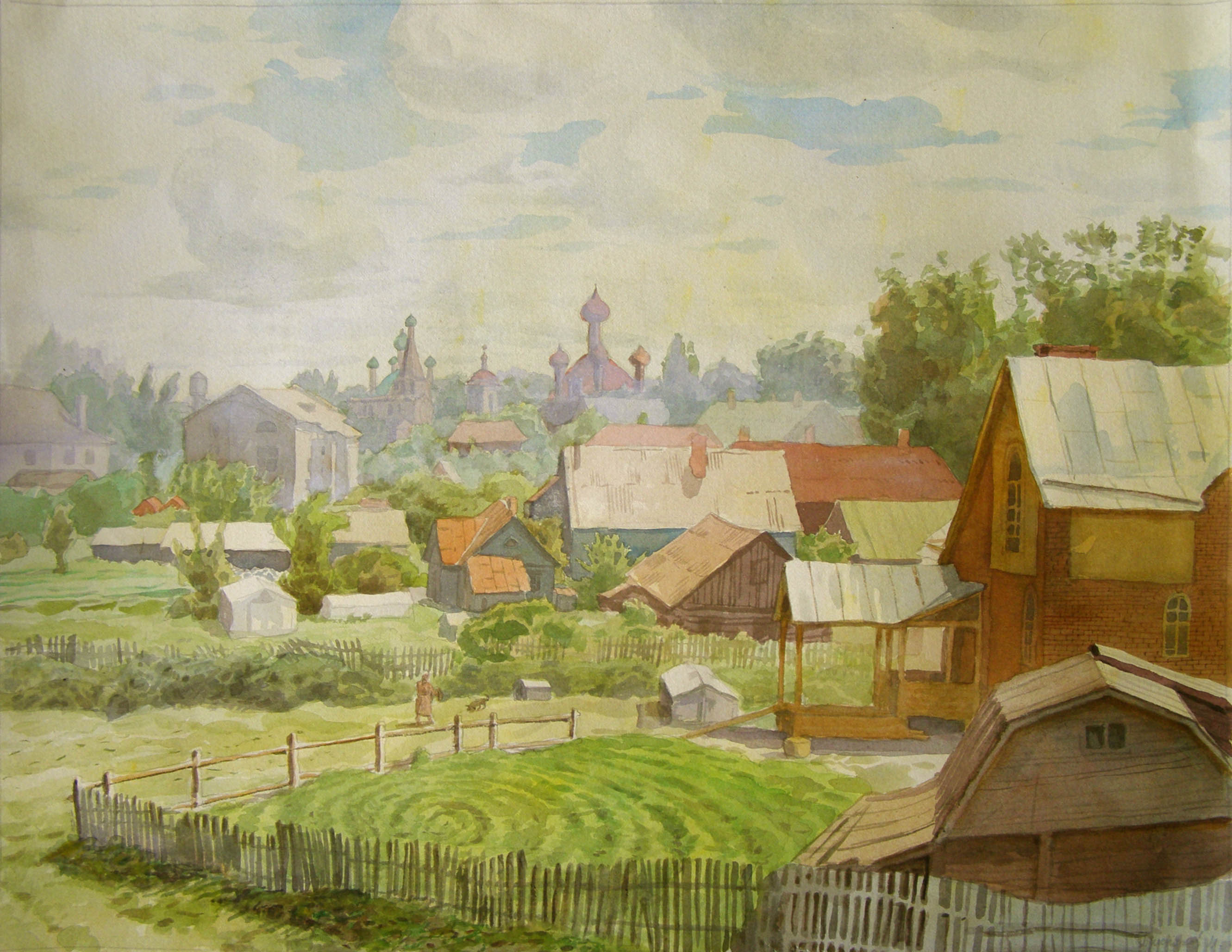
M. Presnjakow (1993) In der Innenstadt von Pereslawl-Salesski
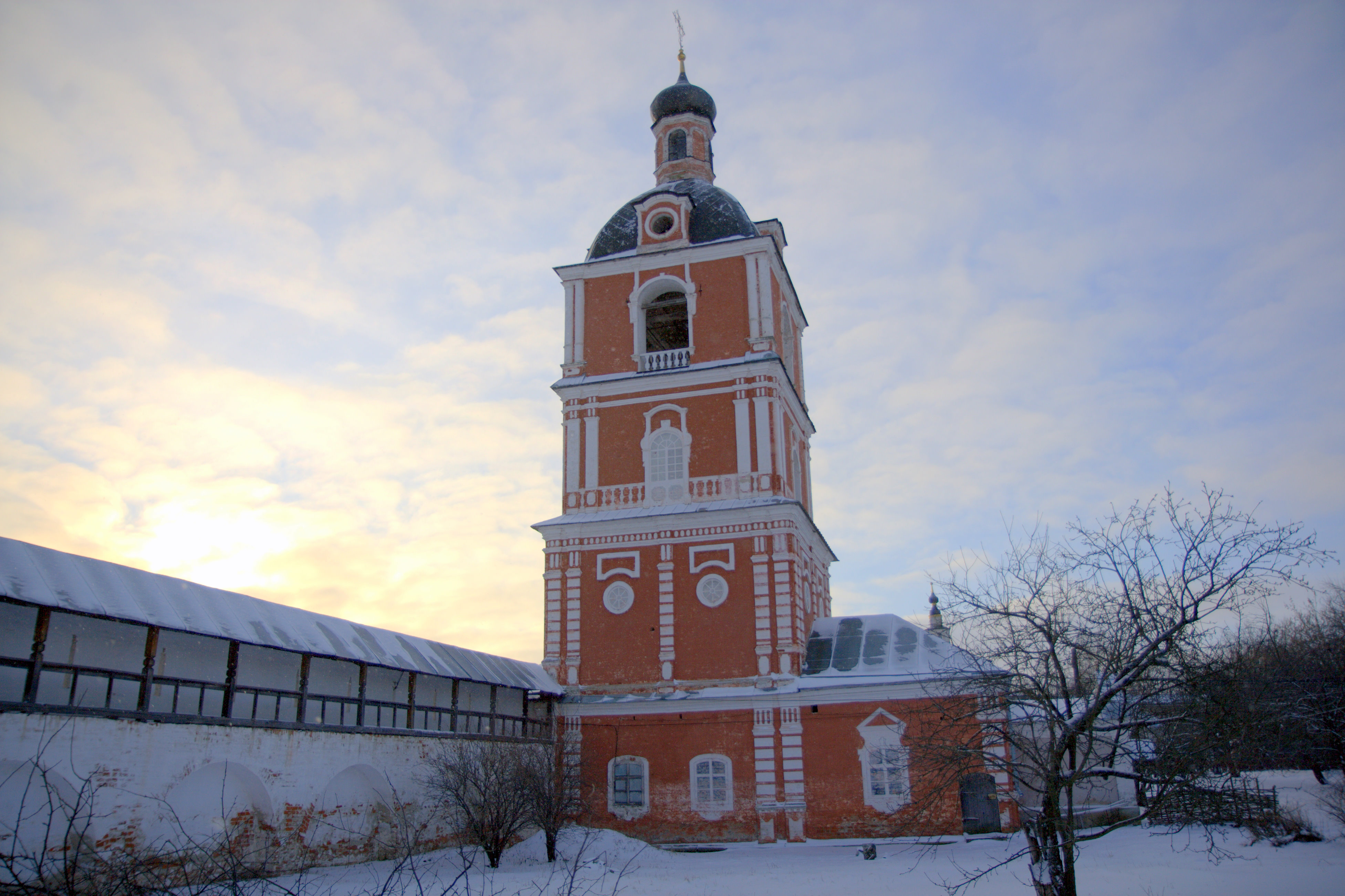
Die Epiphaniaskirche (Pereslawl-Salesski, 2009)
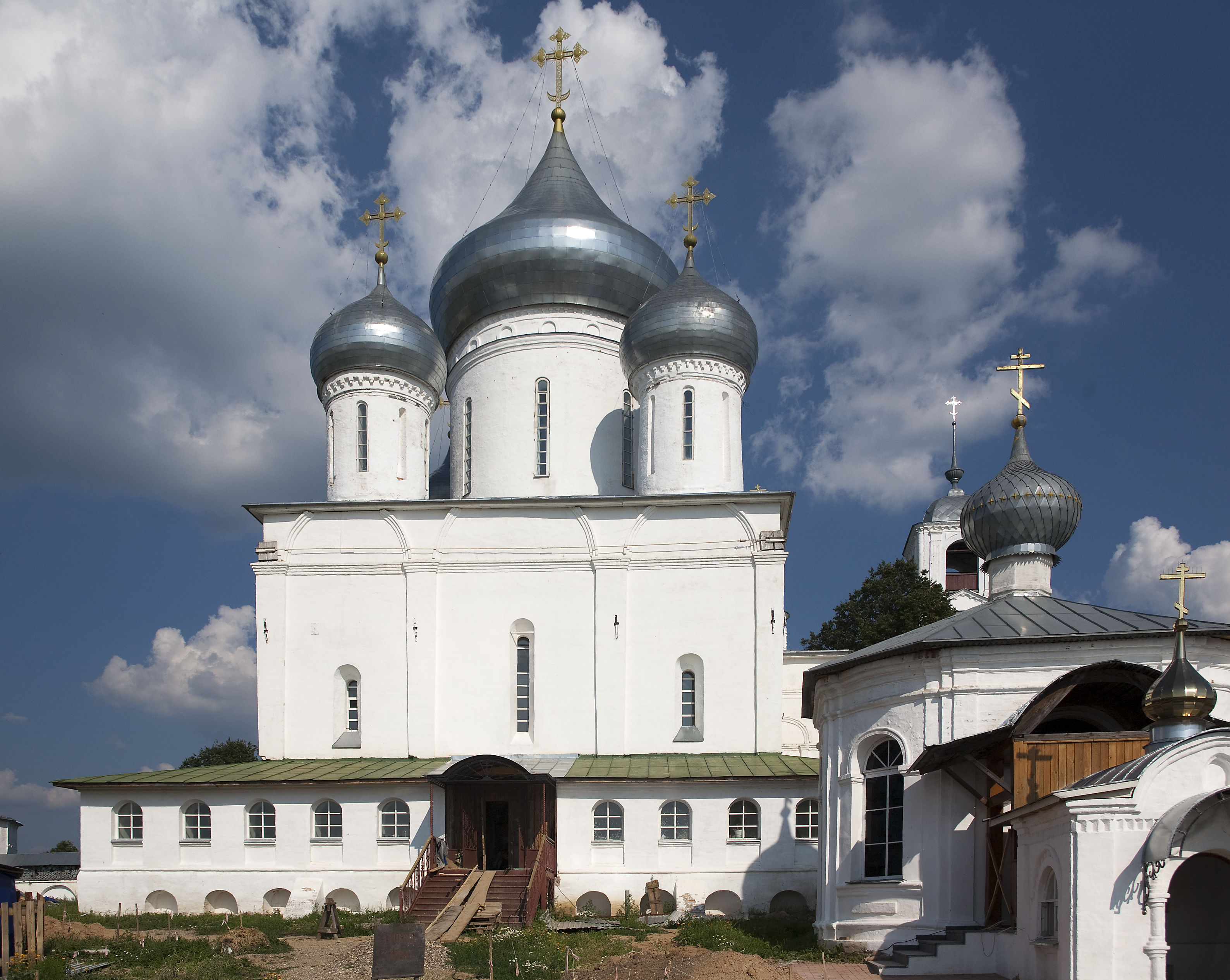
Die Nikita-Kathedrale (im Nikita-Kloster)